# Josefa Ortiz de Domínguez, Jesús Carranza
Josefa Ortiz de Domínguez är en ort i Mexiko.   Den ligger i kommunen Jesús Carranza och delstaten Veracruz, i den sydöstra delen av landet, 500 km sydost om huvudstaden Mexico City. Josefa Ortiz de Domínguez ligger 32 meter över havet och antalet invånare är 397.
Terrängen runt Josefa Ortiz de Domínguez är huvudsakligen platt. Josefa Ortiz de Domínguez ligger nere i en dal. Runt Josefa Ortiz de Domínguez är det ganska glesbefolkat, med 29 invånare per kvadratkilometer. Närmaste större samhälle är Plan de Arroyo, 19,5 km sydost om Josefa Ortiz de Domínguez. Omgivningarna runt Josefa Ortiz de Domínguez är en mosaik av jordbruksmark och naturlig växtlighet.